# Parlamentsvalget i Gibraltar 2007
Parlamentsvalget i Gibraltar 2007 blev afholdt den 11. oktober 2007. Valget finder var Peter Caruana(Gibraltar Social Democrats), der fortsatte på posten som chefminister af Gibraltar.

## Valgresultat
| Partier                                              | Partier                                              | Stemmer | %      | Pladser |
| ---------------------------------------------------- | ---------------------------------------------------- | ------- | ------ | ------- |
| Gibraltar Social Democrats                           | Gibraltar Social Democrats                           | 76,334  | 49.33  | 10      |
| Koalition                                            | Gibraltar Socialist Labour Party                     | 49,277  | 31.84  | 4       |
| Koalition                                            | Gibraltar Liberal Party                              | 21,120  | 13.65  | 3       |
| Progressive Democratic Party                         | Progressive Democratic Party                         | 5,799   | 3.75   | —       |
| Charles Gomez (independent, New Gibraltar Democracy) | Charles Gomez (independent, New Gibraltar Democracy) | 1,210   | 0.78   | —       |
| Richard Martinez (uafhængig)                         | Richard Martinez (uafhængig)                         | 1,003   | 0.65   | —       |
| I alt (deltagelse 81.4%)                             | I alt (deltagelse 81.4%)                             | 154,743 | 100.00 | 17      |
| Kilde: Gibfocus                                      |                                                      |         |        |         |

| Valg | Spire Denne valgsartikel er en spire som bør udbygges. Du er velkommen til at hjælpe Wikipedia ved at udvide den. |